# Bulbophyllum birugatum
Bulbophyllum birugatum là một loài phong lan thuộc chi Bulbophyllum.